# Deutsches Filmmuseum

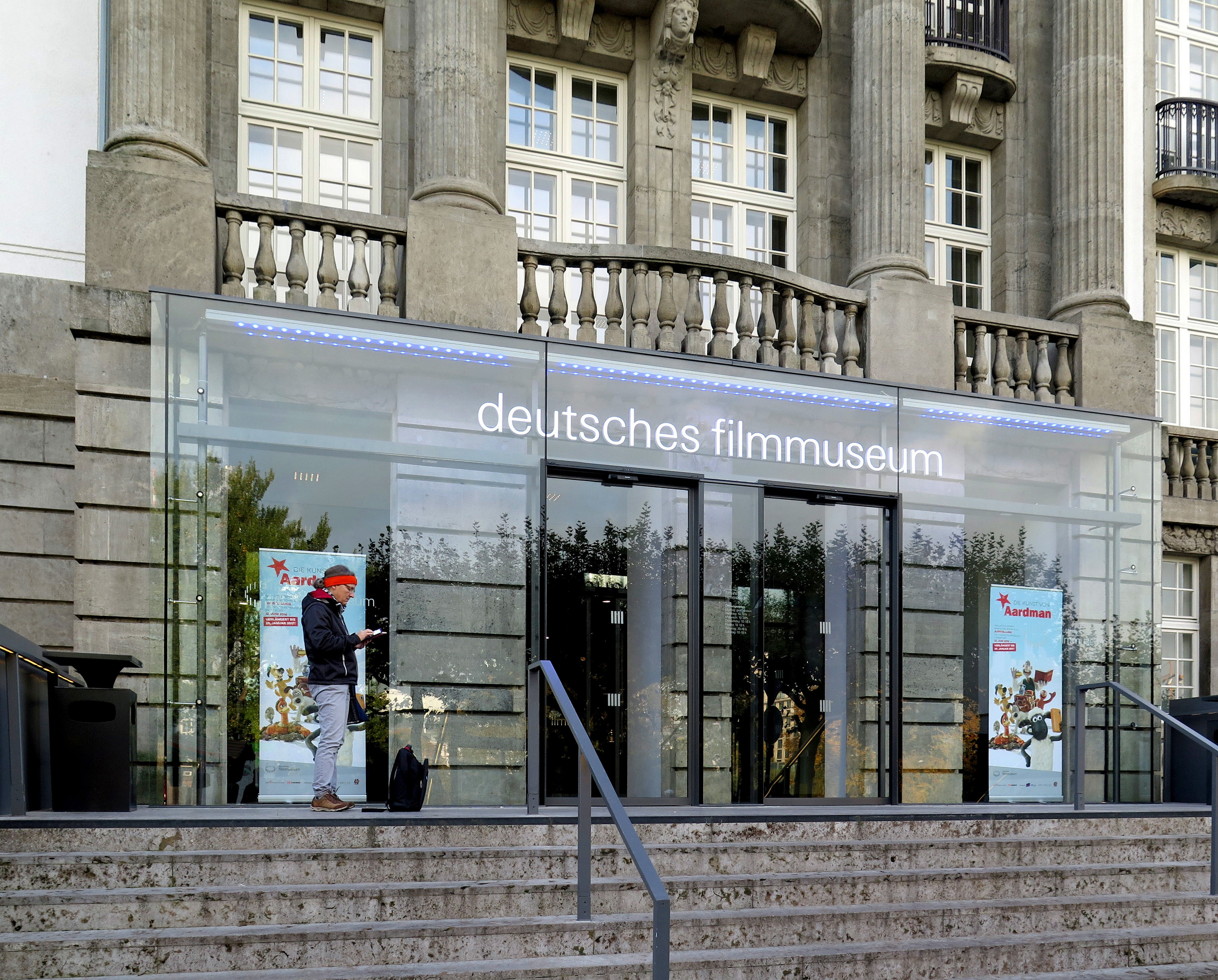
Deutsches Filmmuseum 2016

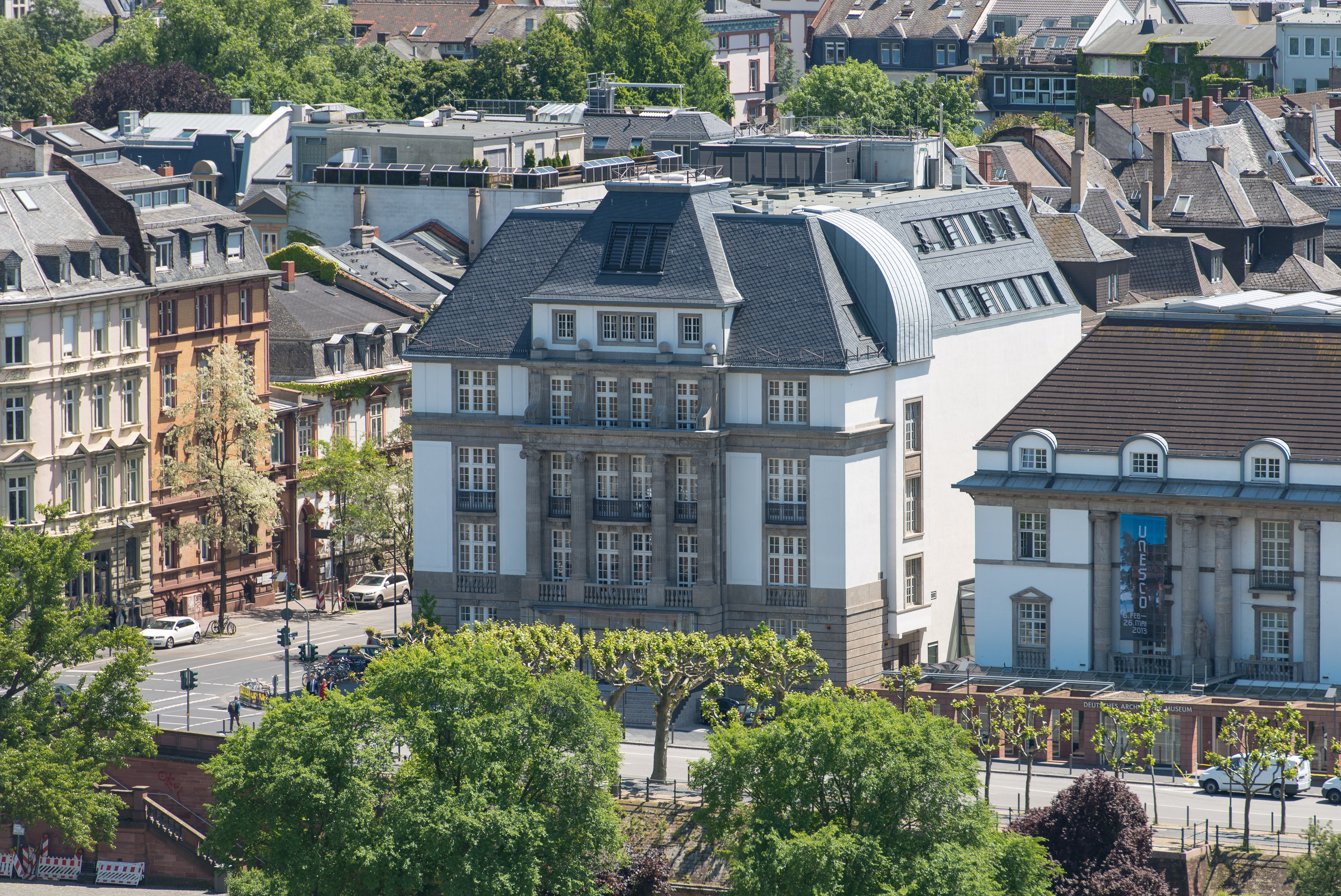
Front am Schaumainkai mit dem Deutschen Architekturmuseum rechts daneben (2013)

Das Deutsche Filmmuseum am Museumsufer in Frankfurt am Main ist ein Filmmuseum in Deutschland. Es ist in einer unter Denkmalschutz stehenden historischen Villa untergebracht.

## Geschichte

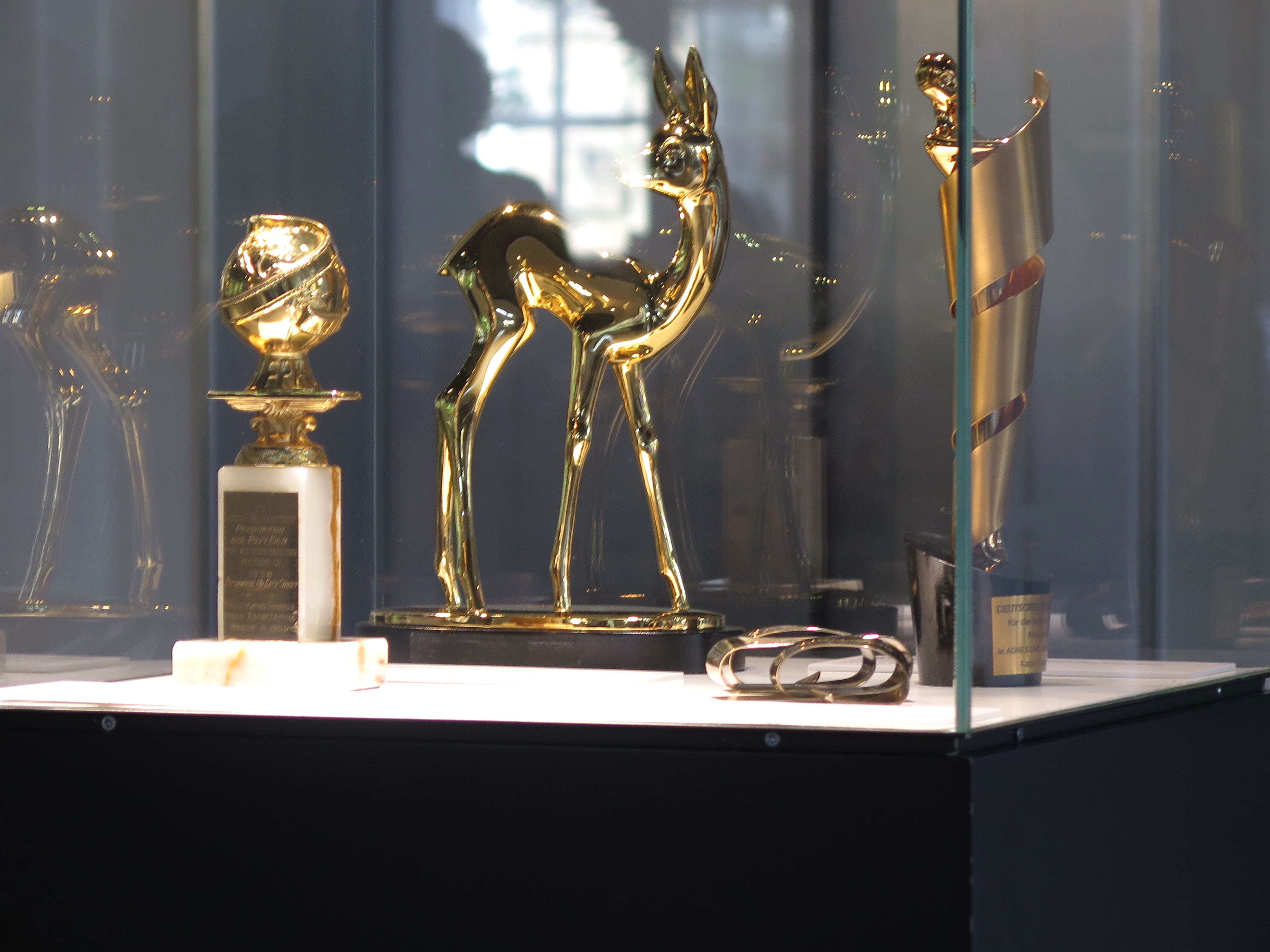
Preisvitrine im Museum: Golden Globe, Bambi, Filmband, Lola (2016)

Das Deutsche Filmmuseum wurde 1984 eröffnet. Gründungsdirektor von 1979 bis 2003 war Walter Schobert. Es setzte die Tradition des Kommunalen Kinos der Stadt Frankfurt fort, das in dem inzwischen abgerissenen Historischem Museum am Römerberg untergebracht war. Der Umbau der historischen Villa erfolgte nach Plänen des Architekten Helge Bofinger, die Konzeption der Innenausstattung durch den Berliner Bühnenbildner Jan Schlubach.
Im März 2006 fusionierte das Deutsche Filmmuseum mit dem Deutschen Filminstitut. Seit der Fusion stand Claudia Dillmann auch dem Museum als Direktorin vor. Beide Institutionen verließ sie Mitte September 2017 und ging in den vorzeitigen Ruhestand. Ihre Nachfolge trat Ellen Harrington zum 1. Januar 2018 an.
Von 2009 bis 2011 wurde das Museum nach Plänen des Architekturbüros blocher partners vollständig umgebaut. Die Wiedereröffnung mit einer neu konzipierten Dauerausstellung, gestaltet von Atelier Brückner, erfolgte am 12. August 2011.

## Programmatik
Das Deutsche Filmmuseum ist dem Medium Film gewidmet, dessen Geschichte und Gegenwart, Ästhetik und Wirkung es auf vielfältige Weise in Ausstellungen und im hauseigenen Kino präsentiert. Das Museum bietet seinen Besucherinnen und Besuchern einen außergewöhnlichen Ort für die intensive Auseinandersetzung mit dem bewegten Bild. Die Ursprünge des Films, seine Entwicklung und Zukunft sind Thema der Dauerausstellung, die noch vor der „Erfindung“ des Kinos 1895 ansetzt und dessen Entwicklung nachzeichnet. Außerdem lässt sie die Besucher nachvollziehen, wie filmisches Sehen und Erzählen funktioniert – mit welchen Mitteln die Filmbilder die vom Regisseur intendierte Wirkung erzielen. Sonderausstellungen ergänzen das Angebot: Sie widmen sich dem Werk herausragender Filmschaffender und untersuchen thematische Aspekte des Films.
Bestandteil der Ausstellung ist auch ein kleines Kino, in dem kurze Dokumentationen gezeigt werden. Darüber hinaus beherbergt das Deutsche Filmmuseum das 1971 als eines der ersten seiner Art gegründete Kommunale Kino. Dieses in städtischer Trägerschaft befindliche Filmtheater führt filmhistorisch bedeutsame als auch experimentelle Filme sowie Filmreihen über Regisseure, Schauspieler und Länder vor. Ergänzend dazu werden Vorträge und Diskussionen angeboten. Die Aufführung von Stummfilmen wird live von der museumseigenen Kinoorgel der Marke Wurlitzer Theatre Pipe Organ aus dem Jahr 1928 begleitet. Die Orgel ist seit 2013 ausgebaut und eingelagert und somit nicht mehr spielbar. 
Seit Bestehen des 1971 gegründeten Kinos waren hier unzählige Filmschaffende zu Gast, unter ihnen so herausragende Persönlichkeiten wie Federico Fellini, Giulietta Masina, Eric Rohmer, Wim Wenders, Isabelle Huppert, Anthony Quinn oder Geraldine Chaplin.
In einem Archiv werden Filmkopien, Dokumente, Fotografien und Skizzen systematisch erfasst und archiviert. Die Bibliothek des Deutschen Filmmuseums ist wie das Archiv öffentlich zugänglich und umfasst etwa 80.000 Bände zum Thema Film.